# 미국-멕시코-캐나다 협정
미국-멕시코-캐나다 협정(영어: United States–Mexico–Canada Agreement; USMCA, 프랑스어: Accord Canada–États-Unis–Mexique; ACEUM, 스페인어: Tratado entre México, Estados Unidos y Canadá ; T-MEC)은 미국, 캐나다, 멕시코 간의 자유 무역 협정(FTA)이다. 2018년 9월 30일 타결된 후 약간의 수정을 거쳐 2020년 7월 1일 발효되었다.

## 배경

NAFTA 로고

USMCA는 유럽연합의 출범에 대응하여 북아메리카 지역에서도 단일한 경제권 블록을 형성해야 한다는 요구와 미국 행정부의 적극적인 추진으로 1989년 발효된 북미자유무역협정(NAFTA)을 개정, 대체한 미국, 멕시코, 캐나다 간 자유무역협정이다.
1992년, NAFTA가 성립된 이후 북아메리카 3국의 경제적 의존도와 역내 교역량은 급증하였다. NAFTA 발효 전에 비해 2014년 미국의 대(對)캐나다 수출액은 210%, 대멕시코 수출액은 370% 증가하였다. 캐나다로의 대미 수출액도 194%, 멕시코의 대미 수출액도 621% 증가하였다.

## 과정

### 협상
NAFTA 대체 협의는 3국 간 지속적으로 진행되어 왔다. 3국 간 NAFTA 재협상이 타협점을 찾지 못한 채 난항을 겪고 있던 2016년, 도널드 트럼프 미국 대통령은 NAFTA를 폐기하는 정책의 가능성을 시사하였다 트럼프 대통령은 캐나다와 멕시코가 미국을 경제적으로 이용하고 부를 빼앗아가고 있다고 말하였다. 이후 트럼프는 캐나다 측에 자동차에 관세를 부과하겠다며 압박에 들어갔다.
"솔직히 나는 캐나다와 별도의 협정을 맺고 멕시코와 별도의 협정을 맺어서 다른 이름을 따르는 NAFTA를 보고 싶습니다. NAFTA는 반드시 공정한 협정이 되어야 합니다. 그렇지 않으면 거래는 전혀 없을 것입니다. 이 메시지는 쥐스탱 트뤼도 캐나다 총리에게 전달되었습니다."— 도널드 트럼프 (2016년)

2018년 8월, 미국과 멕시코는 재협상에 착수한 지 1년 만에 NAFTA를 개정하는 데 합의하였다. 이에 쥐스탱 트뤼도 총리는 바로 트럼프 대통령과 엔리케 페 니에토 멕시코 대통령과 대화를 나누었다. 합의 후 미국은 캐나다를 지속적으로 압박하며 재협상을 벌였다.

### 출범 및 발효

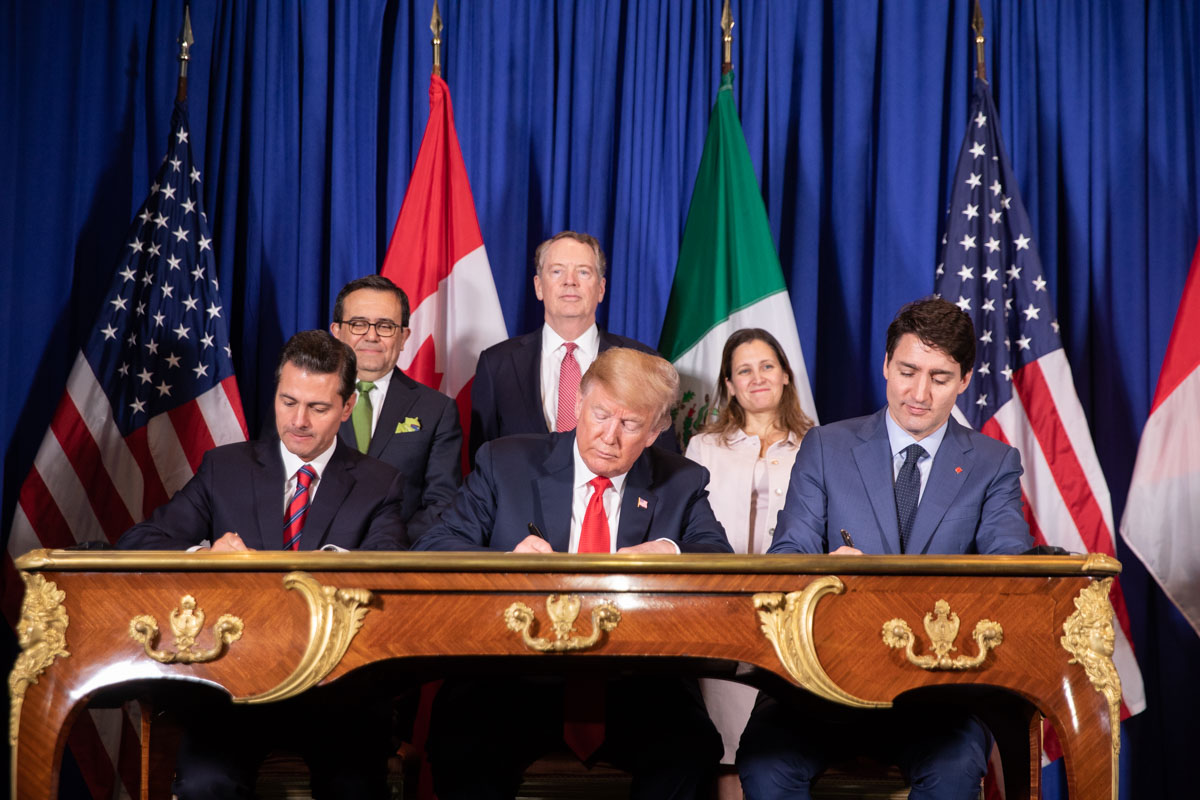
2018년 11월 30일, USMCA에 서명하는 3국 정상들. 왼쪽부터 엔리케 페냐 니에토 멕시코 대통령, 도널드 트럼프 미국 대통령, 쥐스탱 트뤼도 캐나다 총리.

2018년 9월 30일, 3국은 NAFTA 재협상을 타결하고 새 무역협정인 USMCA를 출범시키기로 합의하는 내용이 담긴 공동성명을 발표하였다.
"새롭고 현대화된 무역협정에 합의하였다. USMCA는 더 자유로운 시장과 공정한 거래를 초래할 것이다. USMCA는 우리 근로자들, 농부들, 목장주들, 기업들에게 더 자유로운 시장, 더 공정한 무역, 우리 지역의 활발한 경제 성장을 가져올 높은 수준의 무역 협정이다. 이번 협정은 중산층을 강화시킬 것이며, 북아메리카 출신의 5억 명에게 보수가 좋은 일자리와 새로운 기회를 만들어줄 것이다."— 로버트 라이트하이저 미국 무역대표부 대표와 크리스티아 프릴랜드 캐나다 외무장관의 공동성명 (2018년 9월 30일)

2018년 10월, 수백 쪽에 달하는 USMCA의 협정이 공개되었다. 저임금의 차량 생산 직업을 멕시코에서 미국으로 옮기기 위한 조치들이 포함되어 있다.
2020년 7월 1일, USMCA가 공식 발효되었다.

## 내용
미국은 NAFTA 19조 폐지를 주장하였지만 캐나다의 반대로 무산되었다. 협정의 유효 기간은 16년으로 하되, 3국이 6년 주기로 협정 내용을 재검토할 수 있다. 주요 내용은 다음과 같다.
- 무관세 수출 자동차의 역내 부품 사용 비율을 기존의 62.5%에서 75%로 개정한다.
- 시간당 16달러 이상을 받는 근로자의 생산 자동차 부품 할당 비중은 40~45%로 하여야 한다.
- 160억 달러 규모의 캐나다 낙농 시장을 개방한다.

## 같이 보기
- 북미자유무역협정
- 한미 FTA